# Bruce McGill
Pour les articles homonymes, voir McGill.
 (novembre 2018).
Si vous disposez d'ouvrages ou d'articles de référence ou si vous connaissez des sites web de qualité traitant du thème abordé ici, merci de compléter l'article en donnant les références utiles à sa vérifiabilité et en les liant à la section « Notes et références ».
Bruce McGill est un acteur américain, né le 11 juillet 1950 à San Antonio (Texas).

## Biographie
Bruce McGill naît le 11 juillet 1950 à San Antonio (Texas). Il est le fils de Woodrow Wilson McGill et Adriel Rose Jacobsest.
Il est surtout connu pour avoir interprété Vince Korsak dans la série Rizzoli & Isles et aussi Jack Dalton dans la série MacGyver de 1986 à 1992.
Habitué des seconds rôles dans des films action, dans lesquels il incarne régulièrement l'ami ou le patron, il est apparu auprès de Bruce Willis dans Le Dernier Samaritain de Tony Scott, dans Sans pitié aux côtés de Richard Gere, dans Cliffhanger avec Sylvester Stallone, Timecop face à Jean-Claude Van Damme ou La Somme de toutes les peurs avec Ben Affleck.
Il est apparu dernièrement dans les films Angles d'attaque, Que justice soit faite et Mise à l'épreuve.
Il a une sœur : Pamela McGill, et un frère : David McGill. Il a épousé Gloria Lee en 1994.

## Filmographie
Sauf indication contraire, les informations mentionnées dans cette section peuvent être confirmées par les bases de données cinématographiques  présentes dans la section « Liens externes ».

### Cinéma
- 1978 : American College (Animal House) de John Landis : Daniel Simpson Day
- 1981 : La Main du cauchemar (The Hand) d'Oliver Stone : Brian Ferguson
- 1983 : Le Mystère Silkwood (Silkwood) de Mike Nichols : Mace Hurley
- 1985 : Série noire pour une nuit blanche (Into the Night) de John Landis : Charlie
- 1986 : Sans pitié (No Mercy) de Richard Pearce : Lieutenant Hall
- 1986 : Club Paradis (Club Paradise) de Harold Ramis : Dave le pompier
- 1989 : Les Trois Fugitifs (Three Fugitives) de Francis Veber : Charlie
- 1989 : Out Cold de Malcolm Mowbray (en)
- 1991 : Le Dernier samaritain (The last boy scout) de Tony Scott : Mike Matthews
- 1993 : Cliffhanger : Traque au sommet (Cliffhanger) de Renny Harlin : un agent du Trésor
- 1994 : Timecop de Peter Hyams : commandant Eugene Matuzak
- 1997 : Rosewood de John Singleton : Duke Purdy
- 1999 : Révélations de Michael Mann : Ron Motley
- 2000 : La Légende de Bagger Vance (The Legend of Bagger Vance) de Robert Redford : Walter Hagen
- 2001 : Hors limites (Exit Wounds) : Frank Daniels
- 2001 : L'Amour extra-large (Shallow Hal) des frères Farrelly : Révérend Larson
- 2001 : Ali de Michael Mann : Bradley
- 2002 : La Somme de toutes les peurs (The Sum of All Fears) : Gene Revell, Conseiller à la sécurité nationale
- 2003 : Les Associés (Matchstick Men) de Ridley Scott : Chuck Frechette
- 2003 : Le Maître du jeu (Runaway Jury) de Gary Fleder : Judge Harkin
- 2003 : La blonde contre-attaque (Legally Blonde 2: Red, White & Blonde) de Charles Herman-Wurmfeld : Stanford Marks
- 2004 : Collatéral de Michael Mann : Pedrosa
- 2005 : Rencontres à Elizabethtown de Cameron Crowe : Bill Banyon
- 2005 : De l'ombre à la lumière de  Ron Howard : Jimmy Johnston
- 2006 : En territoire ennemi 2 de James Dodson : général Norman Vance
- 2008 : W. : L'Improbable Président d'Oliver Stone : George Tenet
- 2008 : Angles d'attaque de Pete Travis : Phil McCullough
- 2009 : Obsessed de Steve Shill : Joe Gage
- 2009 : Que justice soit faite (Law Abiding Citizen) de F. Gary Gray : Jonas Cantrell
- 2010 : Fair Game de Doug Liman : Jim Pavitt
- 2012 : Lincoln de Steven Spielberg : Edwin Stanton
- 2014 : Mise à l'épreuve (Ride Along) de Tim Story : Lieutenant Brooks
- 2015 : Night Run de Jaume Collet-Serra : Pat Mullen
- 2020 : The Big Ugly de Scott Wiper : Milt
- 2021 : Blue Miracle de Julio Quintana : Wayne Bisbee
- 2021 : American Underdog d'Andrew et Jon Erwin : Jim Foster

### Télévision

#### Téléfilms
- 2001 : La Ballade de Lucy Whipple (The Ballad of Lucy Whipple) de Jeremy Kagan
- 2009 : Une vie en danger de Grant Harvey

#### Séries télévisées
- 1979 : American College (Delta House : Daniel Simpson Day (D-Day)
- 1985 : Deux flics à Miami : Hank Weldon
- 1986-1992 : MacGyver de Lee David Zlotoff : Jack Dalton
- 1989-1993 : Code Quantum : Al, le barman
- 1991 : Les Contes de la Crypte (Tales from the Crypt) : Lou Paloma
- 1993 : Walker, Texas Ranger (Chasseur de primes) : Boone Maxwell
- 1995 : Papa bricole : Doug O'Brien
- 1995 : L'Affaire Angel Harwell (Shadow of a Doubt) : Docteur Fred Williams
- 1995-2001 : Star Trek: Voyager : Braxton (avec Allan Royal (en))
- 1996 : Babylon 5 : Major Ed Ryan
- 2001 : Wolf Lake : Willard Cates
- 2002 : Les Experts : Jimmy Tadero
- 2003 : La Ligue des justiciers : Général McCormick (voix)
- 2007 : Numb3rs : Austin
- 2009 : Psych : Enquêteur malgré lui : Chef Dan
- 2009 : New York, unité spéciale (saison 11, épisode 10) : Gordon Garrison
- 2009 : Medium : M. Carliste [1]
- 2010-2016 : Rizzoli & Isles : Vince Korsak
- 2010 : Super Hero Family : Allan Crane
- 2012 : The Good Wife : Jeremy Breslow
- 2013 : Ben and Kate : Randy Fox
- 2016 : Blue Bloods : Big Rick Wolf
- 2016 : MacGyver : Détective Greer
- 2017 : NCIS : Enquêtes spéciales, épisode  Les Cavaliers solitaires : Henry Rogers
- 2018 : Suits : Stanley Gordon
- 2019 : The I-Land : le directeur
- 2022 : Reacher : Grover Teale
- 2023 : Love and Death : Judge Tom Ryan

## Voix françaises
En France, Marc Alfos et Vincent Grass sont les voix françaises régulières en alternance de Bruce McGill. Cependant, depuis le décès de Marc Alfos, Vincent Grass reste la seule voix régulière.
En France
| - Vincent Grass dans : - Mon cousin Vinny - Révélations - Les Associés - En territoire ennemi 2 - New York, unité spéciale (série télévisée) - Super Hero Family (série télévisée) - Rizzoli and Isles (série télévisée) - Lincoln - Ben and Kate (série télévisée) - Shades of Blue (série télévisée) - NCIS : Enquêtes spéciales (série télévisée) - MacGyver (série télévisée) - Marc Alfos (*1956 - 2012) dans : - MacGyver (série télévisée) - Le Dernier Samaritain - Timecop - La Somme de toutes les peurs - Collatéral - Rencontres à Elizabethtown - Obsessed - Que justice soit faite - Wolf Lake - Mario Santini (*1945 - 2001) dans - Code Quantum (série télévisée) - Hors limites - Jean-Claude Sachot (*1943 - 2017) dans : - Un monde parfait - The Good Wife (série télévisée) | - Jean-Jacques Moreau dans : - Angles d'attaque - Night Run - Stéphane Bazin dans : - Pom-pom Ladies (en) - The Big Ugly - Paul Borne dans (les séries télévisées) : - The I-Land - Opérations Spéciales : Lioness - José Luccioni (*1949 - 2022) dans : - The Crew (en) (série télévisée) - Blue Miracle Et aussi - Pascal Renwick (*1954 - 2006) dans Les Contes de la crypte (série télévisée) - Daniel Russo dans Walker, Texas Ranger (série télévisée) - Hubert Drac dans Family Dog (série télévisée d'animation, voix) - Gérard Dessalles dans La Main du cauchemar - Michel Derain dans Le Secret de mon succès - Jean-Claude Robbe dans Sans pitié - Philippe Catoire dans La Légende de Bagger Vance - Marc Moro dans L'Amour extra-large - Benoît Allemane dans Le Maître du jeu - Bernard Tiphaine (*1938 - 2021) dans The Lookout - Hervé Furic dans Fair Game - Patrick Descamps dans Mise à l'épreuve - Patrick Raynal dans Reacher (série télévisée) |